# ジョン・ミード・ハンツマン (ジュニア)
ジョン・ミード・ハンツマン・ジュニア（Jon Meade Huntsman, Jr., 1960年3月26日 - ）は、アメリカ合衆国の政治家、外交官。在ロシアアメリカ合衆国大使。所属政党は共和党。娘はFOXニュースアンカーで元MSNBCアンカーのアビー・ハンツマンである。
在シンガポールアメリカ合衆国大使（第11代）、ユタ州知事（第16代）、在中華人民共和国アメリカ合衆国大使（第9代）などを歴任した。

## 経歴

### 生い立ち
1960年3月26日にカリフォルニア州レッドウッドシティに誕生した。父親は長者番付フォーブズ400に掲載されたこともある大富豪で、ハンツマン・コーポレーション会長であり、慈善家でもあったジョン・シニアである。ハンツマンはその長男であった。
ソルトレイクシティの高校に進学するが、ロックンロールのバンド活動のため高校を中退した。その後は専らバンドとマウンテンバイクの趣味に走り、オートバイやモトクロスを愛好した。
高等学校卒業程度認定試験に合格してユタ大学へ進学し、友愛会シグマ・カイに所属した。その後、アイビー・リーグの1つペンシルベニア大学に転学し、ウォートン・スクールでビジネス学の学士号を取得した。
末日聖徒イエス・キリスト教会の教徒であり、台湾伝道部に所属した。流暢な普通話を話すことができ、「洪博培」という自ら選んだ漢字名を持っている。

### 企業経営
大学卒業後の1984年、父親が経営するハンツマン・コーポレーションに参加し、グループ会社ハンツマン太平洋化学の製品部長に就任する。1985年、ロナルド・レーガン政権にスタッフとしてに加わるため、会社を一時的に離れた。
1987年、ハンツマン太平洋化学に復帰し、理事および副社長に就任した。この間の1987年から1988年にかけて、家族とともに台湾の台北で駐在生活を送った。1988年にアメリカに帰国した後は、ハンツマン・コーポレーション本社の国際ビジネス担当副社長および常務理事にも就任した。1989年、ジョージ・H・W・ブッシュ政権にスタッフとして加わるため、再び会社を離れた。
1991年、ハンツマン・コーポレーションに復帰した。同社の上級副社長およびグループ会社ハンツマン化学国際部の統括本部長に就任し、1992年まで務めた。
1993年以降はハンツマン・コーポレーション本社および関連企業の重要役職を歴任した。主たる役職として、ハンツマン癌財団理事、ハンツマン・ファミリー・ホールディングス最高経営責任者が挙げられる。

### 駐シンガポール大使
1985年にレーガン政権に加わり、1987年までスタッフ補佐官として勤務した。
1989年にジョージ・H・W・ブッシュ政権が誕生すると、ハンツマンは再びホワイトハウスのスタッフになった。H・W・ブッシュ政権では、国際通商局通商開発担当商務副次官補（1989年 - 1990年）や東アジア太平洋担当商務副次官補（1990年 - 1991年）を歴任した。
1992年6月、H・W・ブッシュはハンツマンを駐シンガポール大使に指名すると発表した。ハンツマンは同年8月に大統領から正式任命を受け、同年9月に信任状を奉呈し着任した。1993年6月に退任した。当時32歳であり、過去100年でもっとも若いアメリカの大使であった。

### ユタ州知事

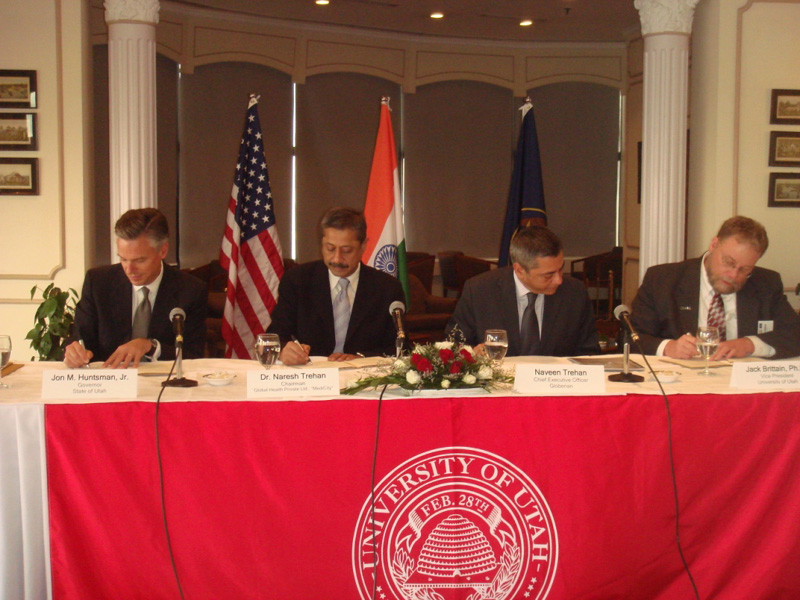
ユタ州とニューデリーの医療拠点提携に関する覚書に署名を行うハンツマン（2007年10月）

2004年、ユタ州知事選挙に共和党から立候補した。対立候補の民主党スコット・マセソンを得票率57.7パーセント対41.3パーセントで降した。再選を期した2008年の選挙では、対立候補の民主党ボブ・スプリングマイヤーを得票率77.6パーセント対19.7パーセントの大差で降した。
州知事時代は、経済成長、医療制度改革、教育、安全保障などの課題に率先して着手した。消費税率を下げるなど、多岐にわたる減税措置や、急激な人口増加にも対応できるように公共サービスの再編を推進した。
2008年、ケイトー研究所はハンツマンの税政策を全米で総合5位と査定した。特に消費税の減税と税法を単純化したことが評価され、減税面では全50州の中で最高得点を与えられた。世論調査機関ピュー・リサーチ・センターからも、ハンツマンは最も優れた州統治者としての評価を与えられた。

### 駐中国大使
ユタ州知事2期目の2009年5月16日、第44代合衆国大統領バラク・オバマはハンツマンを駐中国大使に指名すると発表した。共和党員であるハンツマンが民主党政権に参加するというニュースは驚きをもって迎えられたが、ハンツマンは駐中国大使としてオバマ政権のために努力を惜しまず励んだ。
2010年12月、公電で「中国が喧嘩早い外交姿勢のために世界中の友人を失っている」と送っていたことがウィキリークスの漏洩文書により明らかとなった。2011年1月31日、駐中国大使を4月30日付けで辞任する旨をオバマに届け出て、2011年5月に退任した。

### 2012年大統領選挙
2008年末頃から、2012年アメリカ合衆国大統領選挙に出馬するのではないかとたびたび報道されていた。2010年8月、ハンツマンの選挙戦で資金を援助するための政治活動委員会「Horizon PAC」を支持者が立ち上げている。
2011年5月3日、「Horizon PAC」を公式の政治活動委員会として連邦選挙管理委員会に申請した。5月18日、選挙対策本部をフロリダ州オーランドに開設する。6月21日、ニューヨークのリバティー州立公園で、自由の女神像を背にして共和党予備選挙への出馬を正式に表明した。2012年1月、共和党予備選挙からの撤退を表明し、ミット・ロムニーを支持することを明らかにした。

### 駐ロシア大使
2017年3月、第45代合衆国大統領ドナルド・トランプはハンツマンを駐ロシア大使に指名し、ハンツマンは受諾したと報道される。同年7月、正式に指名される。同年9月、上院で承認される
。
なお、ハンツマンは、一時、国務長官候補や駐日大使候補になっていた。
2019年8月、第45代合衆国大統領ドナルド・トランプへの辞表提出が報道され、アメリカ合衆国国務省も、2019年10月付で辞任すると発表する。

### 2020年ユタ州知事選
2019年11月14日、KSLラジオで、2020年の選挙でユタ州知事に立候補することを発表した。
発表から2019年末までの6週間で、州内の全29郡をすべて訪問し520,000ドルを調達した。
彼の娘、アビー・ハンツマンは、2020年1月に、上級顧問として彼の知事キャンペーンに参加するために、ザ・ビュー(トークショー)の降板を発表した。
2020年2月7日、プロボ市長ミシェル・カウフシが副知事候補になると発表した。
2月に行われた有権者を対象に行われた世論調査では、ハンツマンが32％の支持を得て先行しているものの31％は未定のままであることが示された。
しかしながら、最終的に副知事スペンサー・コックスがハンツマンの得票率34.6％に対し36.4％を得て予備選に勝利した。

## 政治的姿勢

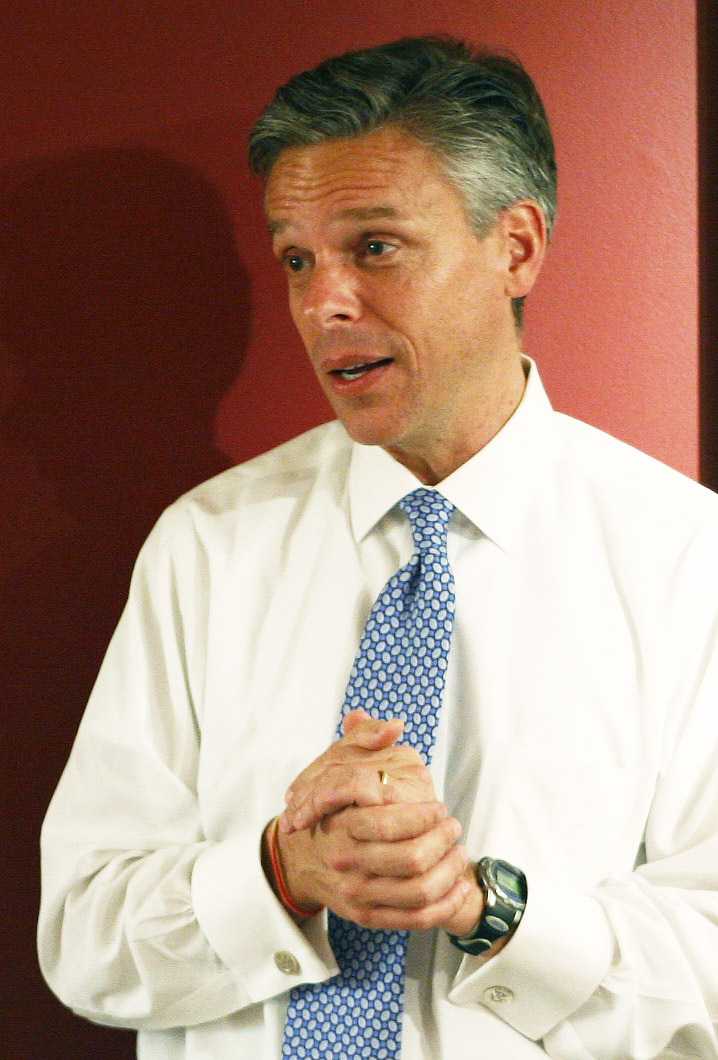
ジョン・ハンツマン（2007年1月）

ハンツマンはハフィントン・ポストから「中道的な立場を伴う保守派の楽観主義者」と評されている。ハンツマン自身は自らを中道右派と定義している。

### 地球温暖化
ユタ州知事代の2007年5月、ハンツマンは地球温暖化に関する条約「西部気候イニシアチブ（The Western Climate Initiative）」に署名した。これによりユタ州は、他の参加州と連携し、2020年までに温室効果ガス排出量を2005年よりも15%削減するなどの目標を掲げた。11月には環境保護団体「Environmental Defense Fund」の広告に出演し、「そろそろ連邦議会も温室効果ガスの排出削減に向けて行動を起こすべきだ」と呼びかけた。

### 外交・安全保障
北朝鮮に関しては、「中国と綿密に協力して、核兵器開発を止めさせなくてはならない」と発言している。

### 同性愛者の権利
ハンツマンは同性愛者の権利を認めるよう訴えていたが、同性間の結婚は支持していなかった。だが、2013年になると同性結婚を積極的に支持するようになり、全米での同性結婚合法化を求める合衆国最高裁判所宛ての意見書にも名を連ねた。

## 私生活
ジョン・ミード・ハンツマン・ジュニアはユタ州移民7世である。母方の祖父デイヴィッド・ヘイトは末日聖徒イエス・キリスト教会の教徒であり、十二使徒定員会の会員として仕えていた。ハンツマンもまた、家族ぐるみで同教会の敬虔な教徒であった。
ハンツマンは大家族の家系に育ち、兄弟姉妹が8人、甥姪が60人以上いた。ハンツマン自身も、妻メアリー・キャサリン・クーパー（Mary Katherine Cooper）との間に5人の子供をもうけた。ハンツマン夫妻は加えて、中国およびインドから養子をそれぞれ1人ずつ迎え入れている。
1. メアリー・アン・ハンツマン (Mary Ann Huntsman, 1985-)
2. アビゲイル・ハンツマン (Abigail Huntsman, 1988-)
3. エリザベス・ハンツマン (Elizabeth Huntsman, 1989-)
4. ジョン・ハンツマン (Jon Huntsman, 1991-)
5. ウィリアム・ハンツマン (William Huntsman, 1993-)
6. グレイシー・メイ・ハンツマン (Gracie Mei Huntsman, 2000-) - 中国からの養子
7. アーシャ・バーラチ・ハンツマン (Asha Bharati Huntsman, 2006-) - インドからの養子